# Gare Montoya
La gare Montoya, en espagnol : Estación Ferroviaria Francisco Montoya Zapata, est une ancienne gare ferroviaire colombienne, située Calle 39 sur le territoire de la ville de Barranquilla dans le département Atlántico. 
Ouverte en 1871, c'est la première gare ferroviaire mise en service en Colombie. Elle est fermée en 1940 et le bâtiment est devenu un  monument national depuis 1996.

## Situation ferroviaire
La gare n'est plus sur une ligne de chemin de fer.

## Histoire
Pour pallier la lenteur du transport de marchandises de la mer par le canal de La Piña jusqu'à leur embarquement sur le río Magdalena, le géographe français Élisée Reclus émet l'idée en 1855 de faire construire une voie ferrée entre Sabanilla et Barranquilla. La loi datée du 4 mai 1865 de la Convention Constitutive de l'État souverain de Bolívar et signé par son président, Amador Fierro (es), donne l'accord à toute personne et entreprise nationale ou étrangère de construire un chemin de voies de fer desservi par des locomotives à vapeur afin de relier Barranquilla au port de Sabanilla,. Le 25 août de la même année, le projet est accordé à Ramón Jimeno Collante et Ramón Santodomingo Vilá, tous deux de Barranquilla, mais est ensuite repris par la maison de commerce allemande Hoenigsberg & Wessels en raison de facteurs d'ordre économique et de la défaillance de l'État, ce qui a pour conséquence de reporter la fin des travaux au 1er janvier 1871.
Construite par la Railway and Pier Company, la gare Montoya est la première gare ferroviaire de Colombie et est inaugurée le 20 septembre 1871. Elle est baptisée Estación Ferroviaria Francisco Montoya Zapata, en l'honneur du pionnier de la navigation à vapeur sur le río Magdalena, Francisco Montoya Zapata.

## Patrimoine ferroviaire
La gare Montoya est déclarée monument national par le Congrès de la République de Colombie selon les décrets no 2849 du 26 novembre 1984 et no 746 du 24 avril 1996.

Estación del Ferrocarril Montoya
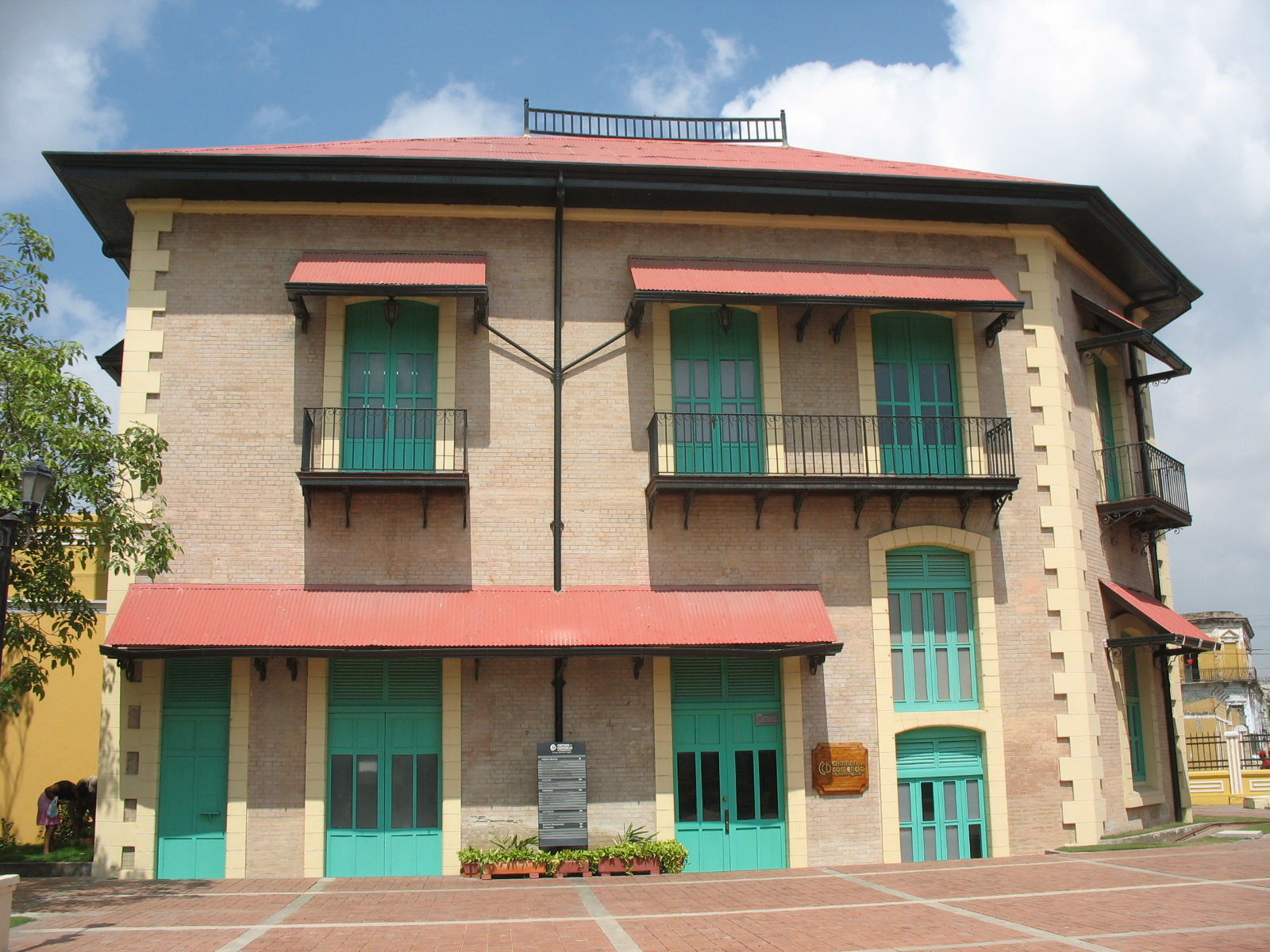
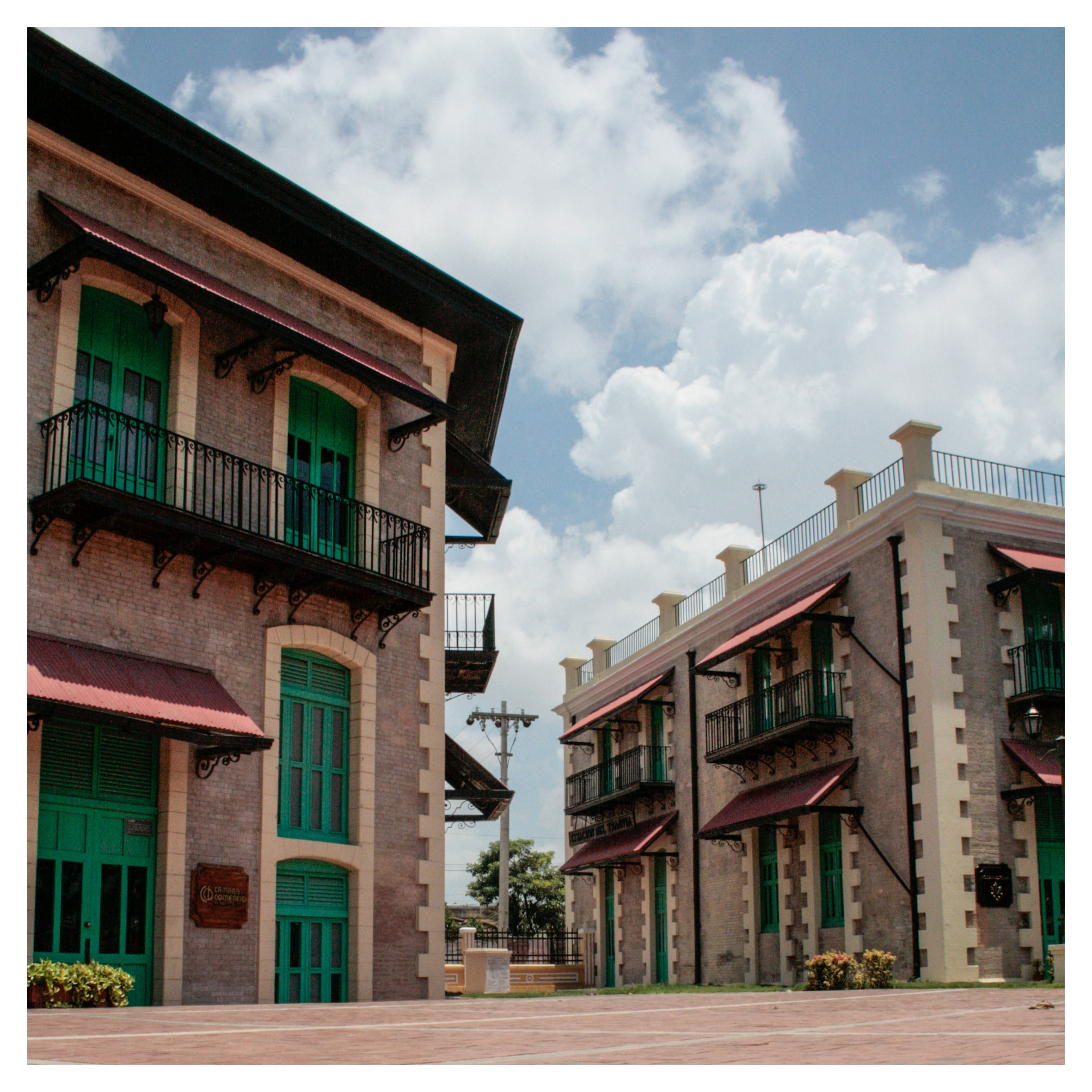